# Youssef Wayne Hvidtfeldt
Youssef Wayne Hvidtfeldt (* 6. August 1988) ist ein dänischer Schauspieler.

## Leben und Karriere
Hvidtfeldt wurde am 6. August 1988 geboren. Er schloss 2014 die Schauspielschule am Odense Theater ab. Sein Debüt gab er 2010 in der Fernsehserie Borgen – Gefährliche Seilschaften. Anschließend trat er 2017 in einer Folge in Mercur auf. Von 2017 bis 2019 wurde er für die Serie Perfekte Steder gecastet. Außerdem spielte Hvidtfeldt 2018 in dem Film Ditte & Louise mit. Im selben Jahr war er in Hånd i hånd zu sehen. 2023 bekam er in der Serie Huset eine Hauptrolle.

## Filmografie
Filme
- 2018: Ditte & Louise

Serien
- 2010–2022: Borgen – Gefährliche Seilschaften (Borgen)
- 2017: Mercur
- 2017–2019: Perfekte Steder
- 2018: Hånd i hånd
- 2023: Huset